# Аугсбург-Арена
«Аугсбург Арена» або «ВВК Арена» (нім. Augsburg Arena, WWK Arena) — футбольний стадіон у  місті Аугсбург, Німеччина, домашня арена ФК «Аугсбург». 
Стадіон відкритий 2009 року як «Імпульс Арена». Проектною назвою арени була «Аугсбург Арена». Протягом 2011–2015 років стадіон мав назву «СГЛ Арена», пов'язану зі спонсорським контрактом з хімічною компанією «SGL Carbon». У 2015 році було укладено спонсорський контракт зі страховою компанією «WWK», в результаті чого арену перейменовано на «ВВК Арена». 2017 року реконструйовано фасад арени. 
Загальна потужність стадіону становить 30 660 глядачів, однак під час міжнародних матчів місткість знижується до 26 160 глядачів. Арену планується розширити до 49 000 місць.
Арена є першим у світі клімат-нейтральним стадіоном. Нейтральний рівень вуглецю забезпечують шість екологічно чистих теплових насосів, заглиблених на 40 м під землю, що дозволяє підтримувати на арені потрібну температуру. На стадіоні встановлений резервний біокотел, який працює на природному газі, для регулювання температури у пікові періоди. 
Стадіон приймав матчі в рамках Жіночого чемпіонату світу з футболу (U-20) 2010 року та Жіночого чемпіонату світу з футболу 2011 року.

## Попередні назви
- 2006—2009 — «Аугсбург Арена»;
- 2009—2011 — «Імпульс Арена»;
- 2011—2015 — «СГЛ Арена»;
- з 2015 — «ВВК Арена».